# Фауст: Любовь проклятого
«Фауст: Любовь проклятого» (англ. Faust: Love of the Damned) — испанский супергеройский фильм ужасов 2000 года режиссёра Брайана Юзны. Снят по сценарию Дэвида Куинна на основе одноимённого комикса Тима Виджила и Дэвида Куинна. Премьера состоялась на Международном фестивале фантастических фильмов в Сиджесе 12 октября 2000 года.

## Сюжет
У молодого человека прямо у него на глазах убивают его любимую девушку. Не справляясь с горем в сильном расстройстве, Джон начинает думать, не свести ли ему счёты с потерявшей всякий смысл жизнью, но тут встречает некоего седовласого джентльмена, назвавшегося буквой «М», и без долгих сомнений продаёт ему душу — в обмен на возможность отомстить мерзким убийцам прервавшим жизненный путь его возлюбленной. С этого момента он не перестаёт понимать где реальность а где сон и начинается заваруха, а оттуда и до психиатрической клиники недолго. Именно в её стенах на страшного мстителя и натыкается молодая врачиха, пытаясь вылечить беднягу с помощью классической музыки. Так и начинается любовь навеки между Джоном и Джэйд, благодаря любви Фауст возвращает душу однако тело уже претерпевшее изменений, обречено на смерть как только погибнет физическая оболочка Мефистофеля (увы но таковы условия сделки!). Фауст и сам осознал, что он виновник своих бед. «Я умер, когда возжелал мести», говорит он в финале, и кадрами его самоубийства на мосту заканчивается этот фильм
«Фауст» Юзна в первую очередь кинокомикс — альтернатива из ада набиравшим популярность голливудским франшизам «Люди X» и «Человек-паук».